# Lászlóvára
Lászlóvára, 1911-ig Koronini (románul: Coronini, korábban Pescari, helyi nevén Coronin, csehül: Koronie) falu Romániában, a Bánságban, Krassó-Szörény megyében.

## Fekvése
Újmoldovától 6 km-re délre, a Vaskapu-szoros bejáratánál, a Duna bal partján fekszik.

## Nevének eredete
Első említése: Lotreanu (1850). A Koronini nevet Johann Baptist Coronini-Cronberg bánáti kormányzóról kapta. A helyet a falu alapítása előtt monográfusa szerint Văradnak hívták, Lászlóvárról. Románul egy ideig Pescari-nak is hívták, ami 'halászok'-at jelent.

## Története
Román lakói Olténiából települtek 1784-ben a Radimna patak völgyében fekvő Vidrára (Kiskárolyfalva közelébe), majd mint favágók 1798-ban a mai falu feletti Alibégre. Alibéget 1814-ben sorolták be a Határőrség szervezetébe. Coronini 1858-ban telepítette le háromszáz lakosát a mai falu 28 házába, amelyeket egységes terv szerint építettek fel.
A 19. században a falu alatt, a Duna összeszűkülésénél egy, a két part között kifeszített drótkötél akadályozta meg, hogy a hajók a vám kifizetése nélkül továbbhaladjanak.
1880-tól Krassó-Szörény vármegye Újmoldovai járásához tartozott.
Szegény halászfalu volt, lakói a délszláv háború idején az üzemanyag-csempészetből gazdagodtak meg.

## Népessége
- 1900-ban 901 lakosából 872 volt román anyanyelvű és 895 ortodox vallású.
- 2002-ben 1359 lakosából 1343 volt román nemzetiségű; 1101 ortodox és 251 baptista vallású.

## Látnivalók

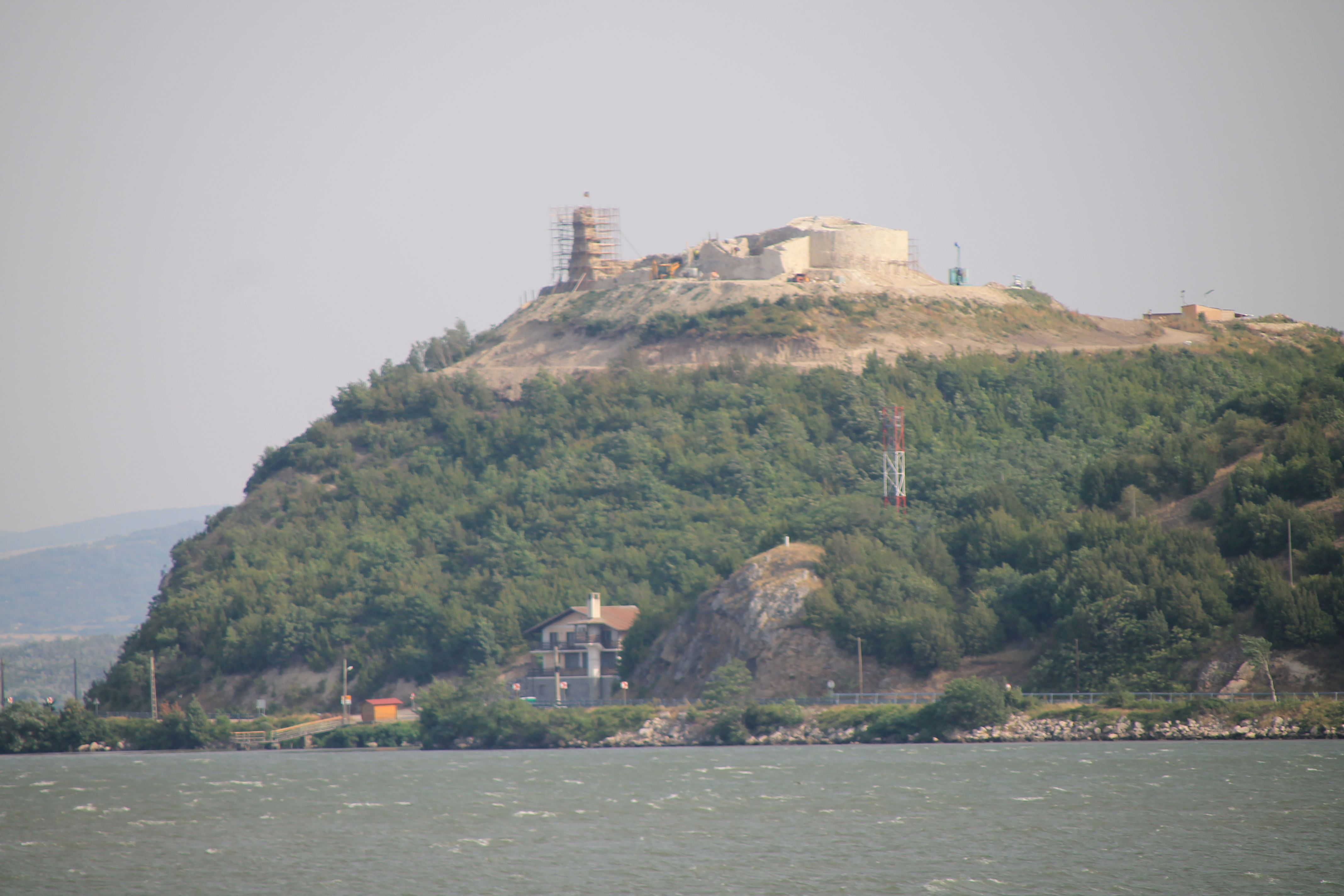
Lászlóvára

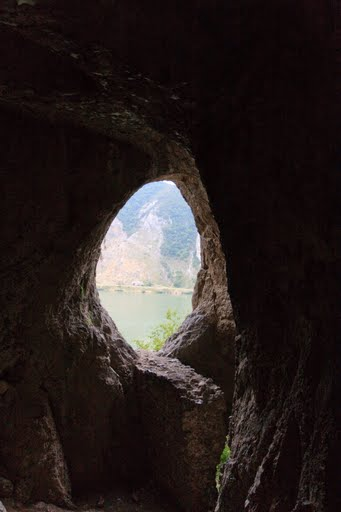
A Legyeslyuk- (Gaura cu Muscă-) barlang

- Lászlóvárat Luxemburgi Zsigmond építtette 1427-ben, a Duna túloldalán levő Galambóc várával szemben. Innét irányították Galambóc ostromát. 1429 és 1435 között a Német Lovagrendé, majd a szörényi bánoké volt. 1524 körül a török elfoglalta. Nem tudjuk, hogy mikor pusztult el. Csekély maradványai láthatók a falutól délre magasodó hegy tetején.
- A Babakáj-szikla korábban 14-15 méter magas sziklaszirt volt a Dunában, a Vaskapu-erőmű fölépítése óta azonban csak a csúcsa áll ki a vízből. Több legenda is kötődik hozzá.
- A Gaura cu Muscă- ('Legyeslyuk'-) barlang a Duna partján, a falutól három km-re nyílik és 254 m hosszú. Nevét arról kapta, hogy a legenda szerint a Jorgován vitéz által itt megölt, tizenkét fejű sárkány egyik lenyisszantott fejéből születtek a kolumbácsi legyek, amelyek gyakran okoztak kellemetlenséget az Al-Dunán utazóknak.
- A két Gaura Chindiei nevű barlang közül a kisebbik csupán 18 m hosszú. A falán található barlangfestményekről nevezetes. A különböző korokból származó festményeken többek közt madarak, növényi motívumok, fenyőfa, keresztábrázolások és más szimbólumok láthatóak.
- Az Alibég-vízesés.
- A község területén honos a szirti fogoly és a homoki vipera.